# 박원숙의 같이 삽시다
《박원숙의 같이 삽시다》는 KBS 2TV에서 매주 월요일 오후 8시 30분 방송되는 텔레비전 프로그램이다.

## 기획 의도
화려했던 전성기를 지나 인생의 후반전을 준비 중인 혼자 사는 중년 여자 스타들의 동거 생활을 담은 프로그램

## 방송 시간
| 방송 채널 | 방송 기간                          | 방송 시간                     | 방송 시즌 |
| --------- | ---------------------------------- | ----------------------------- | --------- |
| KBS 2TV   | 2020년 7월 1일 ~ 2020년 8월 19일   | 매주 수요일 밤 10:40 ~ 12:00  | 2기       |
| KBS 2TV   | 2020년 10월 7일 ~ 2020년 12월 23일 | 매주 수요일 밤 10:40 ~ 12:00  | 2기       |
| KBS 2TV   | 2020년 8월 26일 ~ 2020년 9월 2일   | 매주 수요일 밤 10:35 ~ 11:55  | 2기       |
| KBS 2TV   | 2021년 2월 1일 ~ 2021년 6월 21일   | 매주 월요일 저녁 8:30 ~ 9:50  | 3기       |
| KBS 2TV   | 2025년 3월 31일 ~ 현재             | 매주 월요일 저녁 8:30 ~ 9:50  | 3기       |
| KBS 2TV   | 2021년 7월 7일 ~ 2022년 4월 13일   | 매주 수요일 저녁 8:30 ~ 9:50  | 3기       |
| KBS 2TV   | 2022년 4월 19일 ~ 2023년 5월 23일  | 매주 화요일 저녁 8:30 ~ 9:50  | 3기       |
| KBS 2TV   | 2024년 1월 25일 ~ 2024년 7월 25일  | 매주 목요일 저녁 8:55 ~ 10:15 | 3기       |
| KBS 2TV   | 2024년 8월 15일 ~ 2025년 3월 20일  | 매주 목요일 저녁 8:30 ~ 9:50  | 3기       |
| KBS 1TV   | 2023년 6월 11일 ~ 2024년 1월 21일  | 매주 일요일 오전 9:00 ~ 10:10 | 3기       |

## 현재 출연자
- 2~3기
  - 박원숙
  - 혜은이
  - 홍진희 : 3기 204회  ~
  - 윤다훈 : 3기 204회 ~

## 전 출연자
- 문숙 : 2기 1~11회
- 김영란 : 3기 1~58회
- 이경진 : 3기 1~85회
- 김청 : 3기 1~85회
- 안소영 : 3기 86~177회
- 안문숙 : 3기 86~177회

## 특별 출연
- 양재진 : 2021년 9월 15일
- 김민희 : 2021년 9월 29일 ~ 2021년 10월 6일
- 연규진 : 2021년 11월 3일 ~ 2021년 11월 10일
- 국제 부부 : 2021년 11월 17일
- 이홍렬 : 2021년 12월 1일
- 최영재 : 2021년 12월 8일 ~ 2021년 12월 15일
- 정동원 : 2022년 1월 5일 ~ 2022년 1월 12일
- 이금희 : 2022년 1월 26일 ~ 2022년 2월 2일
- 안소영 : 2022년 2월 2일, 2022년 2월 23일
- 이창훈 : 2022년 3월 23일 ~ 2022년 3월 30일
- 윤희정 & 김수연 모녀 : 2022년 3월 30일 ~ 2022년 4월 6일
- 최정윤 : 2022년 4월 13일
- 이훈 : 2022년 4월 19일 ~ 2022년 4월 26일
- 이경실 : 2022년 6월 14일 ~ 2022년 6월 21일
- 신은숙 : 2022년 7월 5일
- 박해미 : 2022년 7월 12일 ~ 2022년 7월 19일
- 유인경 : 2022년 7월 26일
- 최불암 : 2022년 8월 2일
- 김소현 : 2022년 8월 16일
- 선우은숙 : 2022년 8월 23일
- 노주현 : 2022년 8월 30일
- 조혜련 : 2022년 9월 13일, 2024년 7월 14일 ~ 2025년 7월 28일
- 전영록 : 2022년 9월 27일
- 김지선 : 2022년 10월 4일,2024년 6월 6일
- 이지현 : 2022년 10월 11일
- 이호선 : 2022년 10월 18일
- 오현경 : 2022년 11월 15일
- 백승일 : 2022년 11월 29일
- 김영란 : 2022년 12월 13일
- 정찬 : 2022년 12월 27일
- 양준혁 & 박현선 부부 : 2023년 1월 17일
- 박술녀 : 2023년 1월 24일
- 정훈희 : 2023년 2월 14일
- 진성 : 2023년 2월 21일
- 오미연 : 2023년 3월 7일
- 방은희 : 2023년 3월 21일
- 편승엽 : 2023년 4월 18일 ~ 2023년 4월 25일
- 남궁인 : 2023년 5월 2일
- 장미화 : 2023년 5월 9일
- 송기윤 : 2023년 5월 16일
- 천상현 : 2023년 5월 23일
- 이승연 : 2023년 6월 25일
- 유혜리 : 2023년 8월 13일
- 김성환 : 2023년 9월 3일
- 김용임 : 2023년 9월 10일
- 홍지민 : 2023년 9월 24일
- 김혜영 : 2023년 10월 1일
- 김응수 : 2023년 10월 8일
- 김동규 : 2023년 10월 15일
- 김호영 : 2023년 11월 5일
- 김혜림 : 2023년 11월 12일
- 이계진 : 2023년 11월 19일
- 이연수 : 2023년 11월 26일, 2024년 1월 21일
- 이효재: 2023년 12월 3일
- 엄홍길 : 2023년 12월 10일
- 하춘화 : 2023년 12월 17일
- 김세환 : 2023년 12월 24일
- 최진희 : 2024년 1월 7일
- 김용임 : 2024년 1월 25일
- 배인순 : 2024년 2월 1일
- 이숙 : 2024년 3월 7일
- 한인수 :2024년 3월 14일
- 정원수 (한의사) : 2024년 3월 21일
- 최수종 외 7명 : 2024년 3월 28일
- 박신양 : 2024년 4월 4일
- 배연정 : 2024년 4월 11일
- 김영임 : 2024년 4월 18일
- 이효춘,선예 : 2024년 5월 2일
- 김보성 : 2024년 5월 9일
- 강진 : 2024년 5월 16일
- 정수라 : 2024년 5월 23일
- 강주은 : 2024년 6월 20일
- 변우민 : 2024년 6월 27일
- 이용식 : 2024년 7월 4일
- 최성수 : 2024년 7월 11일
- 이연수, 이상아 : 2024년 7월 18일
- 송승환 : 2024년 7월 25일
- 김혜영 : 2024년 8월 15일
- 정한용 : 2024년 8월 22일
- 전수경 : 2024년 8월 29일
- 김성녀 : 2024년 9월 5일
- 신성, 정수연 : 2025년 1월 30일
- 안재욱 : 2025년 5월 19일
- 이광민 : 2025년 7월 14일
- 별사랑 : 2025년 7월 28일
- 신은경 : 2025년 8월 11일
- 미자 : 2025년 8월 18일

## 한 집 살이 멤버
- 정애리, 조은숙 : 2024년 9월 12일 ~ 2024년 10월 3일
- 구혜선 : 2024년 10월 10일 ~ 2024년 10월 24일
- 김미려 : 2024년 10월 17일 ~ 2024년 10월 24일
- 김민희, 이혜정 : 2024년 10월 31일
- 이경진, 문희경 : 2024년 11월 7일 ~ 2024년 11월 21일
- 남궁옥분, 원미연 : 2024년 11월 28일 ~ 2024년 12월 12일
- 이경애, 홍진희 : 2024년 12월 26일 ~ 2025년 1월 2일
- 홍혜걸❤️여에스더 : 2025년 1월 2일 ~ 2025년 1월 9일
- 이순실 : 2025년 1월 16일 ~ 2025년 1월 23일
- 신계숙 : 2025년 1월 16일 ~ 2025년 1월 30일
- 이영하 : 2025년 2월 6일 ~ 2025년 2월 27일
- 윤다훈 : 2025년 2월 6일 ~ 2025년 3월 20일
- 김청 : 2025년 3월 6일 ~ 2025년 3월 20일
- 조혜련 : 2025년 7월 21일 ~ 2025년 7월 28일

## 참고 사항
- 《같이 삽시다》는 1기의 제목이며, 수식어가 붙은 《박원숙의 같이 삽시다》는 2기와 3기의 제목이다.
- 1기는 KBS 1TV에서 '시사교양 프로그램'으로 방송되었으며, 2기와 3기는 KBS 2TV에서 '예능 프로그램'으로 방송되었다. 이로 인해 1기는 모든 연령대가 시청이 가능했으며, 2기와 3기는 15세 이상으로 시청 등급이 분류되었다. 하지만 3기 중반에서 시사교양으로 복귀했지만 여전히 15세이상으로 분류했다,
- 3기 8회~58회는 강원도 평창군의 펜션에서 촬영하였으며, 3기 59회부터 충청북도 옥천군으로 장소를 옮겨 촬영하고 있다.
- 유튜브 채널인 《KBS 같이삽시다》에서 과거 KBS에서 방송되었던 추억의 영상을 함께 올리고 있다.

## 같이 보기
- 같이 삽시다(시즌 1 한정)